# 亚曼杜·奥尔西
亚曼杜·拉蒙·安东尼奥·奥尔西·马丁内斯（西班牙語：Yamandú Ramón Antonio Orsi Martínez，1967年6月13日—），乌拉圭政治人物，广泛阵线成员，现任乌拉圭总统。亚曼杜生于乌拉圭卡內洛內斯省，曾两度任卡內洛內斯省省长。2024年，他代表广泛阵线参加了总统选举。2024年11月25日，他在总统大选第二轮选举中击败了对手阿尔瓦罗·德尔加多，成为乌拉圭新一任总统。